# كوري بيلي
كوري بيلي (بالإنجليزية: Cory Bailey) هو لاعب كرة قاعدة أمريكي، ولد في 24 يناير 1971 في ماريون في الولايات المتحدة.

## وصلات خارجية
- كوري بيلي على موقع دوري كرة القاعدة الرئيسي (الإنجليزية)
- كوري بيلي على موقع الدوري الياباني لكرة القاعدة (الإنجليزية)
- كوري بيلي على موقعبيزبول رفرنس.كوم (الدوري الرئيسي) (الإنجليزية)
- كوري بيلي على موقعبيزبول رفرنس.كوم (الدوري الثانوي) (الإنجليزية)
- كوري بيلي على موقع إي إس بي إن.كوم (أم.أل.بي) (الإنجليزية)
- كوري بيلي على موقع مشجعي الرسوم البيانية (الإنجليزية)